# دونالد ماثيسون ساذرلاند
دونالد ماثيسون ساذرلاند هو سياسي كندي، ولد في 3 ديسمبر 1879 في نورويتش في كندا، وتوفي في 4 يونيو 1970. نشط حزبياً في حزب كندا المحافظ. وقد انتخب عضو مجلس العموم الكندي.